# 지미 싱게 왕축

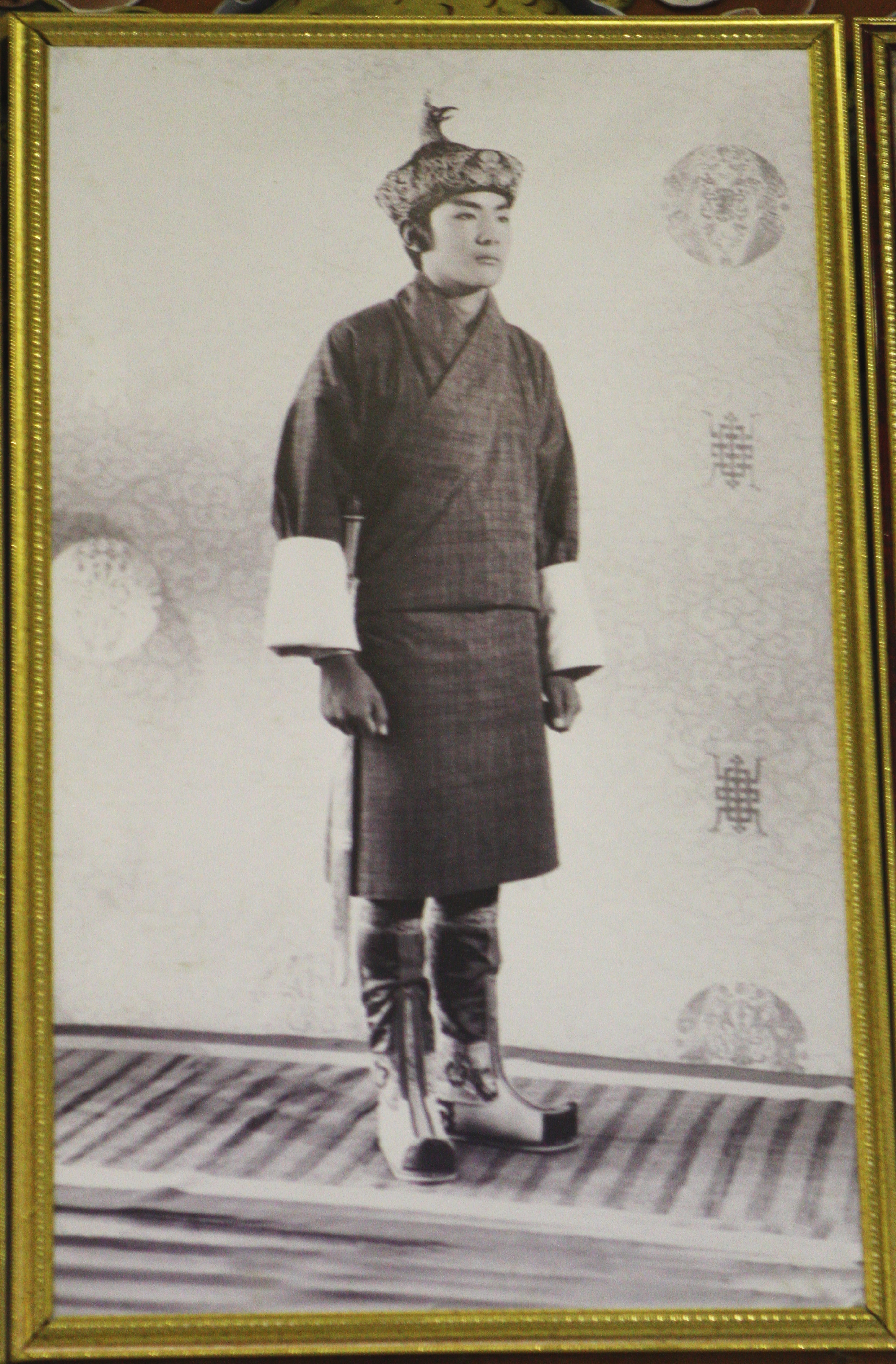
즉위 당시 지미 싱게 왕축

지미 싱게 왕축(종카어: འཇིགས་མེད་སེང་གེ་དབང་ཕྱུག་, 1955년 11월 11일~ )은 부탄의 제4대 국왕(용왕)이다. 마지막으로 군림하였던 절대 군주였다. 지그메 도르지 왕축(재위 : 1952년~1972년)의 뒤를 이어 1972년에 즉위하였고, 2006년에 왕세자인 지그메 케사르 남기엘 왕축에게 왕위를 물려주었다.

## 업적
1980년대 당시 교육 개혁을 통하여 80%를 넘던 문맹률을 40%로 낮추었다.

## 같이 보기
- 상가이 응게두프 - 재위 기간 중 2번이나 총리 대신이 된 정치인.

| 전임 지그메 도르지 왕축 | 제4대 부탄의 국왕 1972년 7월 24일 - 2006년 12월 14일 | 후임 지그메 케사르 남기엘 왕축 |